# Partido (entidade subnacional)
Partido é uma divisão territorial de nível médio ou menor.
No Império espanhol, com as reformas borbónicas introduzidas durante o século XVIII, os «partidos ou distritos», também chamados «subdelegações», eram territórios regidos por um «subdelegado partidário».
Os partidos equivaliam às antigas províncias ou corregimentos que tinham estado ao comando de um corregedor. A denominação de «partido» obedece à divisão territorial. O nome de «subdelegação» obedece à jurisdição do subdelegado.
Em Argentina, a Província de Buenos Aires está dividida em partidos.